# NGC 383
NGC 383 este o galaxie lenticulară situată în constelația Peștii. A fost descoperită în 12 septembrie 1784 de către William Herschel. De asemenea, a fost observată încă o dată în 11 noiembrie 1827 de către John Herschel. Împreună cu NGC 375, NGC 379, NGC 380, NGC 382, NGC 384, NGC 385, NGC 386, NGC 387 și NGC 388 formează Arp 331.